# Lit du Diable
Le Lit du Diable est une pierre de poudingue située à Wéris, dans la commune belge de Durbuy. Il est une source de légendes locales.

## Situation
Située entre Morville et Wéris, cette pierre remarquable se trouve à une altitude de 320 m, à l'orée des bois de Wéris marquant le début de l'Ardenne. Le sentier de grande randonnée 57 passe à côté de cette pierre qui se trouve à 225 m au nord de la Pierre Haina, autre pierre emblématique de la région.

## Description
Longue de 240 cm, large de 140 cm et haute de 60 cm, cette pierre, appelée aussi occasionnellement la Paillasse du Diable, est formée de deux parties contiguës : une partie principale plate légèrement concave représente le lit et une partie plus haute fait office d'oreiller.

## Légendes
Selon une légende, le diable se reposait à cet endroit avant de descendre au centre de la terre (et en enfer) sous la Pierre Haina située un peu plus haut.
Une autre légende raconte qu'un meunier de la vallée de l'Aisne avait promis de livrer son âme au diable si ce dernier lui construisait une digue pour alimenter son moulin. Ce qui fut fait en une nuit. Mais, le lendemain, le meunier ne respecta pas sa parole et le diable détruisit aussitôt cette digue. Fatigué par ce travail, le diable vint se reposer sur cette pierre.